# Doutor Ulysses
Doutor Ulysses é um município brasileiro do estado do Paraná, localizado no Vale do Ribeira e fazendo parte da Região Metropolitana de Curitiba.
Possui em sua conformação natural alguns saltos e corredeiras o que lhe dá alto potencial hidrelétrico possuindo também 14 fontes de águas minerais alcalinas, sendo algumas delas utilizadas no abastecimento de água da cidade.
O município possui o mais baixo índice de desenvolvimento humano (IDH) de todo o estado do Paraná.

## Etimologia
O nome é homenagem ao deputado federal pelo estado de São Paulo,  Ulysses Guimarães, político que se notabilizou pelos discursos inflamados, especialmente contra o governo militar, instituído a partir de 1964. Foi o fundador do MDB (Movimento Democrático Brasileiro), e recebeu o apelido de "Senhor Diretas", numa referência à campanha Diretas-Já, de autoria do deputado Dante de Oliveira. Ulysses Guimarães faleceu em trágico acidente aéreo de helicóptero, quando voltava ao Rio de Janeiro.
O Doutor é derivado do latim "doctore", designando aquele que se diplomou numa universidade e recebeu a mais alta graduação após defender tese em disciplina científica, literária ou artística. O título de doutor de Ulysses Guimarães não era acadêmico, mas sim honoris causa, dado pela Universidade de Seul.
Ulysses é um nome pessoal masculino e origina-se do grego "Odysseús" pelo latim "Ulysses" que significa odisseia. É o nome bem conhecido do herói de Homero, esposo de Penélope, pai de Telêmaco, inventor do Cavalo de Troia, que levou dez anos para voltar a Ítaca.

## História
As origens do município são do início do século XX, ao tempo que a localidade era conhecida por Varzeão, mais tarde Vila Branca, por questões de puro racismo à família de João Alves de Souza, um homem negro da mais fina cepa.
Vicejava nesta época a Fazenda Rio Claro, de propriedade de João Alves de Souza, patriarca de numerosa de família de raça negra e homem de grande influência na região. Esta propriedade se estendia por centenas de hectares, cortando faxinas, rios e vales. A família, imensa, se dedicava à produção de erva-mate, que era comercializada na região, e também à suinocultura, geralmente em sistema de "entre-safras", forma primitiva de criar porcos, mas bastante difundida entre os paranaenses. As dificuldades de acesso eram grandes, que até início da década de 1970, a ligação com Cerro Azul (município-mãe) era feita a cavalo, único meio de transporte.
João Alves de Souza pretendeu em vida, fazer a partilha de seus bens, começando pela Fazenda Rio Claro. Queria com esta atitude evitar problemas entre seus descendentes. Contratou a advogado Martins Alves de Camargo para executar seu plano. Como forma de pagamento de honorários o advogado ficou com dois terços das melhores terras em torno da sede da Fazenda Rio Claro (região contígua a Vila Branca), cabendo aos herdeiros de João Alves de Souza tão somente um terço das terras, estas de localização mais distante.
Para caracterizar onde a família negra morava, o local foi denominado Vila Branca ou por uma atitude preconceituosa conforme já foi dito ou por uma separação definitiva e incontestável entre as terras dos brancos e dos pretos.
Nominam-se pioneiros de Vila Branca, as famílias de Balbino Moreira e Benjamin de Moura Costa, que foram os primeiros comerciantes, e mais Pedro Fagundes, João Gabriel de Oliveira e Octávio de Oliveira Guedes.
Pela Lei Estadual n.º 02, de 11 de outubro de 1947, foi criado o Distrito Administrativo com o nome de Varzeão, com território pertencente ao município de Cerro Azul. Em 20 de novembro de 1990, através da Lei Estadual n.º 9.443, foi elevado à categoria de município, com território desmembrado do município de Cerro Azul e com denominação de Vila Branca. A Lei Estadual n.º 10.164, de 7 de dezembro de 1992, altera a denominação de Vila Branca para Doutor Ulysses. A instalação oficial deu-se no dia 1 de janeiro de 1993.

## Geografia
Sua área é de 781 km² representando 0.3921 % do estado, 0.1387 % da região e 0.0092 % de todo o território brasileiro. Sua população, conforme o censo do IBGE de 2022, é de 5.697 habitantes.

### Demografia
Dados do Censo - 2000
População total: 6.003
- Urbana: 701
- Rural: 5.302
- Homens: 3.169
- Mulheres: 2.834

Densidade demográfica (hab./km²): 7,71
Mortalidade infantil até 1 ano (por mil):
Expectativa de vida (anos): 64 anos
Taxa de fecundidade (filhos por mulher): 2
Taxa de Alfabetização:
Índice de Desenvolvimento Humano (IDH-M): 0,627
- IDH-M Renda: 0,516
- IDH-M Longevidade: 0,644
- IDH-M Educação: 0,721

(Fonte: CNM)
| Etnias |     |
| ------ | --- |
| Branca | 51% |
| Parda  | 45% |
| Negra  | 4%  |

Fonte: Instituto Paranaense de Desenvolvimento Econômico e Social (IPARDES) 2014

### Clima
Chuvoso no verão e seco no inverno. Precipitação acontece com mais intensidade no mês de dezembro e janeiro, que juntos, chove mais de 40 cm, enquanto a época da estiagem(abril-setembro) chove menos de 30 mm. No ano, chove cerca de 100mm, deixando o clima muito úmido.
Invernos frios e secos são uma das característica da cidade, com temperaturas inferiores a 15°C no inverno, máximas de 21 °C e mínimas de 10 °C. Em 2006, especialmente entre os dias 10 à 15 de setembro, a temperatura superou os 30 °C, em uma forte onda de calor em pleno inverno. No verão as máximas superam os 30 °C, e a média no verão é de 22 °C. Em 2002, enfrentou uma grande onda de calor, a temperatura superou os 37 °C e causou a morte de algumas pessoas(principalmente crianças e idosos). A temperatura média anual é de 17 °C, sendo uma cidade mais quente que Curitiba (pois se localiza em uma altitude menor) e mais fria do que São Paulo (pois se localiza mais ao sul). A variação de temperaturas é muito grande, em julho de 2006 aconteceu de a temperatura ficar acima de 30 °C, mas no final do mês, cair para 0 °C.

### Localização
Localiza-se a uma latitude 24°34'04" ao sul e longitude 49°25'12" ao oeste e uma longitude(Um pouco abaixo do Trópico de Capricórnio, entre Curitiba e São Paulo). Se localiza em uma região montanhosa e próximo da Serra do Mar, no Paraná, em uma altitude de aproximadamente 750 m. Por ser uma grande área rural 75% da população vive na zona rural. Sendo que apenas 25% estão na cidade. Localiza-se próximo do estado de São Paulo, e ao Noroeste da região metropolitana de Curitiba.

## Transporte
O município de Doutor Ulysses é servido pela seguinte rodovia:
- PR-092, que liga Curitiba a Palmital (Divisa Paraná e São Paulo)[6]

## Administração
- Prefeito: Moiseis Branco da Silva (2021/2024)
- Vice-Prefeito: Valdeci